# Juan Ayra
Pour les articles homonymes, voir Ayra.
Juan José Ayra Martínez (né le 23 juin 1911 et mort le 26 octobre 2008) est un footballeur cubain des années 1930 et 1940 qui évoluait au poste de gardien de but.

## Biographie

### Carrière en club
Juan Ayra joue pour différents clubs de La Havane comme le Juventud Asturiana ou encore le Centro Gallego. Il s'expatrie au Mexique afin de jouer pour le Real España avec lequel il sera sacré champion lors de la saison 1944-45.

### Carrière en équipe nationale
International cubain de 1934 à 1947, Ayra dispute cinq matchs (sur six) des éliminatoires de la Coupe du monde 1934. Quatre ans plus tard, il est convoqué par le sélectionneur José Tapia afin de participer à la Coupe du monde 1938 en France. Il ne dispute qu'une seule rencontre du Mondial français lorsqu'il est titulaire lors du match d'appui contre la Roumanie, match décisif où il encaisse un but initial de Ștefan Dobay, mais qui voit ses coéquipiers remonter le score pour s'imposer par deux buts à un. Cuba sera par la suite éliminée en quarts de finale face à la Suède.
Il sera une dernière fois de la partie à l'occasion du Championnat de la NAFC de 1947 où il dispute ses deux derniers matchs en équipe nationale face au Mexique et aux États-Unis.

## Palmarès
- Real Club España
  - Champion du Mexique en 1944-45.